# Protihabsburská stavovská povstání v Uhrách
Protihabsburská stavovská povstání je označení pro sérii ozbrojených vystoupení sedmihradských a uherských stavů, vedených sedmihradskými knížaty nebo uherskými magnáty proti Habsburkům v letech 1604 (začátek Bočkajova povstání) až 1711 (Satmárský mír). Odehrávaly se většinou na území dnešního Slovenska, které tehdy jako jádro Uherského království tvořilo většinu území, které zůstalo z Uherska po turecké invazi v 16. století. Měly těžké následky pro hospodářský a společenský život země.

## Příčiny
Povstání zapříčinily omezování stavovských privilegií, násilná protireformace a prosazování habsburského absolutismu. Byly i součástí větších válečných konfliktů – patnáctileté války (1593–1606) a třicetileté války (1618–1648), v nichž Sedmihradsko a uherští povstalci vystupovali jako spojenci habsburských nepřátel – Osmanské říše nebo protihabsburských koalic ve střední a západní Evropě.

## Bočkajovo povstání (1604–1606)

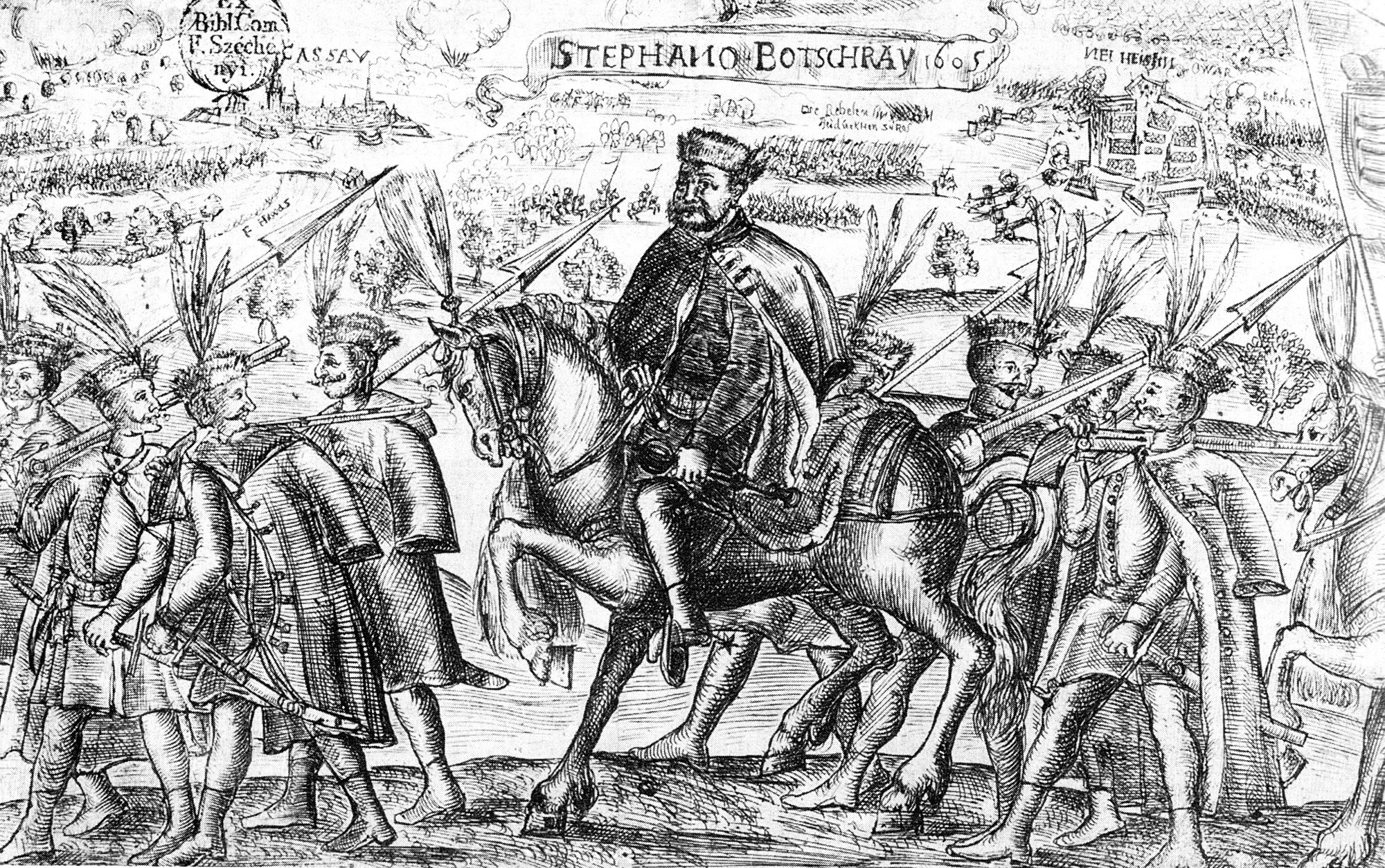
Štěpán Bočkaj a jeho hajduci

V čele prvního stavovského povstání stál východouherský magnát Štěpán Bočkaj. Povstalci porazili císařská vojska v Sedmihradsku, obsadili Košice a zmocnili se velké části východního Slovenska. Hlavním cílem povstání bylo zrušit císařské nařízení o zabírání majetků šlechty a svobodné vyznávání protestantismu. V roce 1605 vyvrcholily Bočkajovy úspěchy. Jeho vojska, posílená tureckými oddíly, se zmocnila téměř celého Slovenska a podnikala vpády na Moravu, do Slezska a Rakouska. Bočkajovci vypálili Hodonín, Zlín, Kyjov, Strážnici a další moravská města. Dne 23. června 1606 uzavřeli Vídeňský mír, který zaručoval uherské šlechtě větší zastoupení v centrálních úřadech, ve velitelském sboru a obsazení úřadu palatina. Stavům se zaručovala náboženská svoboda. Turci využili Bočkajova povstání, aby se zmocnili uherské Ostřihomi.

## Betlenovo povstání (1619–1622)
Druhé stavovské povstání vedené sedmihradským knížetem Gabrielem Bethlenem mělo v podstatě stejný cíl jako první, protože ze strany Habsburků nebyly dodržovány podmínky Vídeňského míru. V srpnu 1619 vpadl na východní Slovensko, obsadil Košice a nechal se svými přívrženci prohlásit za hlavu Uherska a ochránce protestantů. Jeho vojska, posílená tureckými oddíly, pronikla až na západní Slovensko, kde se zmocnila Nových Zámků, Trnavy a na krátký čas i Bratislavy.
Na sněmu v Bratislavě (leden 1620) byla schválena „konfederace“ s českými stavy a na dalším sněmu v Banské Bystrici (srpen 1620) zvolily stavy Gabriela Bethlena za uherského krále. Po porážce českého povstání na Bílé hoře (8. listopad 1620) nastal obrat i v Betlenovom povstání. Během ofenzívy roku 1621 se císařským vojskům podařilo dobýt Bratislavu, Nitru a další města. Gabriel Bethlen proto uzavřel 31. prosince 1621 s císařem mír v Mikulově. Vzdal se dobytého území a titulu uherského krále. Uherským stavům potvrdil Ferdinand II. práva a privilegia slíbená Vídeňským mírem.
V dalších protihabsburských akcích vystupoval Gabriel Bethlen jako člen několika koalic – s německými protestanty, Nizozemskem a Francií. Vojenské akce v roce 1623 trvaly krátce a znovu selhala spolupráce s protestantskými spojenci. Nová tzv. Haagská koalice v důsledku dánské porážky v Německu také nemohla splnit původní předsevzetí. Gabriel Bethlen začal vojenské akce poměrně pozdě (září 1626). Až v polovině října se v Ponitří spojil s Peterem Mansfeldem a se sasko-výmarským vévodou Janem Arnoštem. Kvůli nevhodnému ročnímu období však na Bethlenův návrh nepokračovali ve vojenských akcích. Koncem roku 1626 uzavřel Gabriel Bethlen v Bratislavě mír, který už do konce života neporušil.

## Povstání Jiřího I. Rákociho (1643–1645)

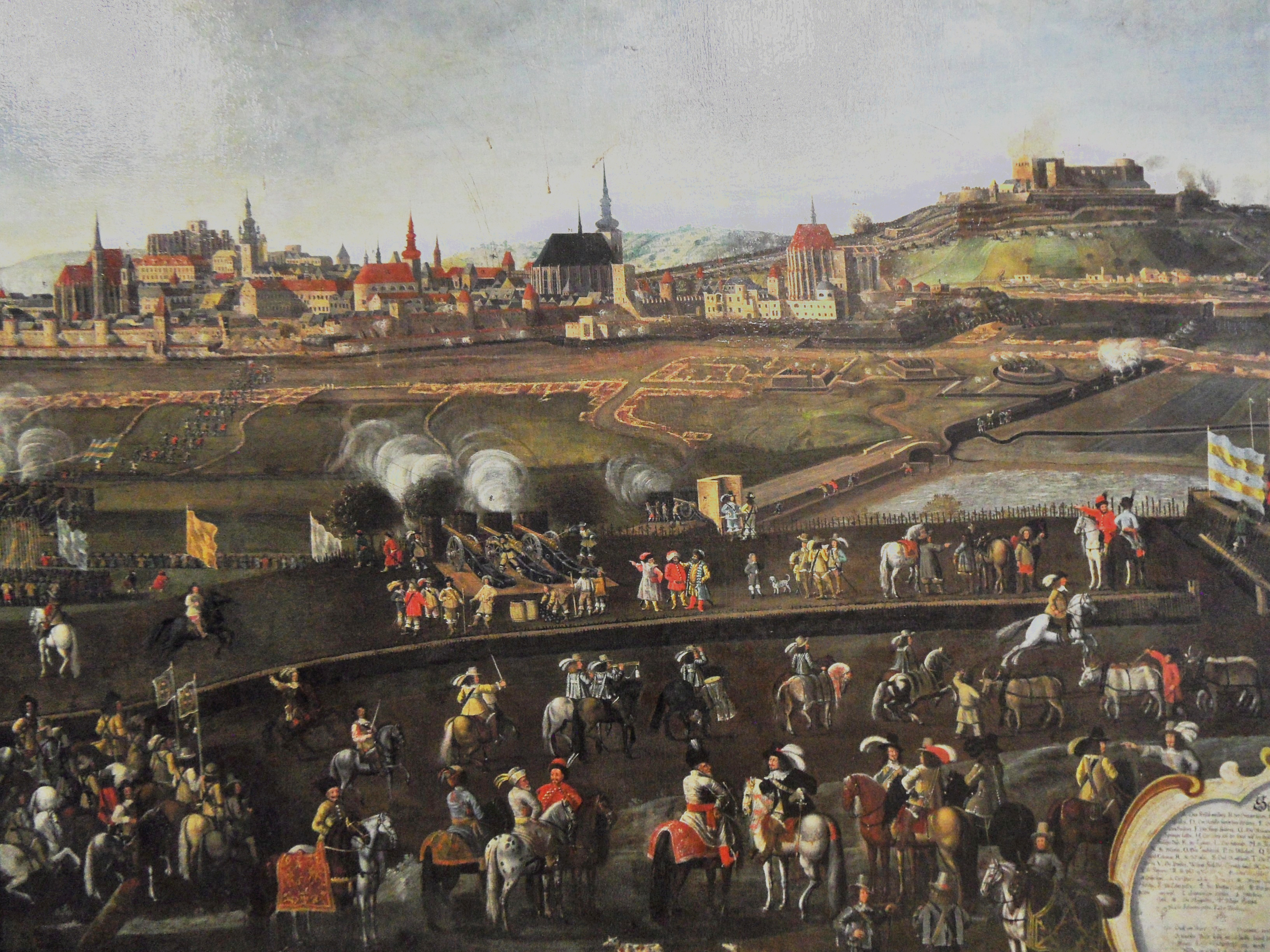
Švédové a uherští povstalci během obléhání Brna roku 1645

Dalším povstáním bylo vystoupení Jiřího I. Rákociho. Jako spojenec Švédska a Francie využil Rákoci nepříznivou situaci pro Habsburky, aby se prohlásil za ochránce nespokojených uherských protestantů. Ze Sedmihradska pronikl na východní Slovensko a dále na západ (1644). Roku 1645 pronikly Rákociho oddíly znovu na západní Slovensko a spěchaly na pomoc švédskému generálovi Torstensonovi, který obléhal Brno. Na zásah Vysoké porty přerušil Jiří I. Rákoci I. vojenské akce a vrátil se do Sedmihradska. Na základě Lineckého míru (16. prosince 1645) získal Jiří I. Rákoci do doživotní držby sedm stolic na severovýchodě Uherska, z toho Satmárskom a Sabolčskú natrvalo. Linecký mír rozšířil svobodné vyznávání náboženství i na poddané, ale jinak jeho ustanovení bránily pouze privilegia šlechty, upevňovaly moc a rozšiřovaly majetek Rákociovy rodiny.

## Povstání Jiřího II. Rákociho (1648–1660)
Toto povstání se jako jediné neodehrávalo na Slovensku. Sedmihradský kníže Jiří II. Rákoci, syn Jiřího I. Rákociho se zde neprozřetelně vrhl do bojů o polský trůn (1656 spolu se Švédy obsadil Varšavu), čímž vyvolal konflikt Sedmihradska s Turky. To mělo za následek úpadek moci Sedmihradska a jeho plnou závislost na Vysoké portě.
Habsburkové podpořili nově zvoleného sedmihradského knížete Jana Keményie, který se postavil Turkům na odpor, ale Turci Kéményie porazili a zabili a na sedmihradský stolec dosadili svého kandidáta Michala Apáffyho, který až do roku 1687 podporoval Turky a uherské povstalce. Spor o Sedmihradsko posloužil Turkům jako záminka k rozpoutání nové rakousko-turecké války roku 1663.

## Tökölyho povstání (1678–1686)
Všeobecná nespokojenost propukla roku 1678 do otevřeného povstání, na čelo kterého se postavil Imrich Tököly, bohatý kežmarský magnát z území Slovenska. Z východního Slovenska pronikl do oblasti báňských měst a na Horní Nitru. Kurucké hnutí (jak se lidoví protihabsburského povstalci – převážně Slováci a Rusíni – asi od 70. let 17. století nazývali) se tímto osamostatnilo od Sedmihradska a jeho základnou se staly stolice na severovýchodě Uherského království. Pod dojmem kuruckých úspěchů svolal císař Leopold I. do Šoproni sněm (1681). Již dříve odvolal absolutistickou formu vlády a na sněmu obnovil uherskou ústavu. Jelikož se strany nedohodly v otázkách náboženství, Imrich Tököly se znovu chopil zbraně. Roku 1682 se Tököly stal králem Horních Uher (tedy východního Slovenska) jako vazal Osmanské říše (podobně jako Sedmihradsko). V letech 1678–1683 podnikali Tökölyho kuruci vpády na Moravu, při kterých vypálili Uherský Brod, Frenštát pod Radhoštěm a další města. Během výpravy osmanské armády proti Vídni (1683) Imrich Tököli rozšířil svůj stát směrem na východ skoro na celé Slovensko, ale porážka Turků v bitvě u Vídně znamenala i rychlý konec jeho moci. Tököly byl v této souvislosti Osmany protokolárně nazývaný Král středního Uherska

## Povstání Františka II. Rákociho (1703–1711)

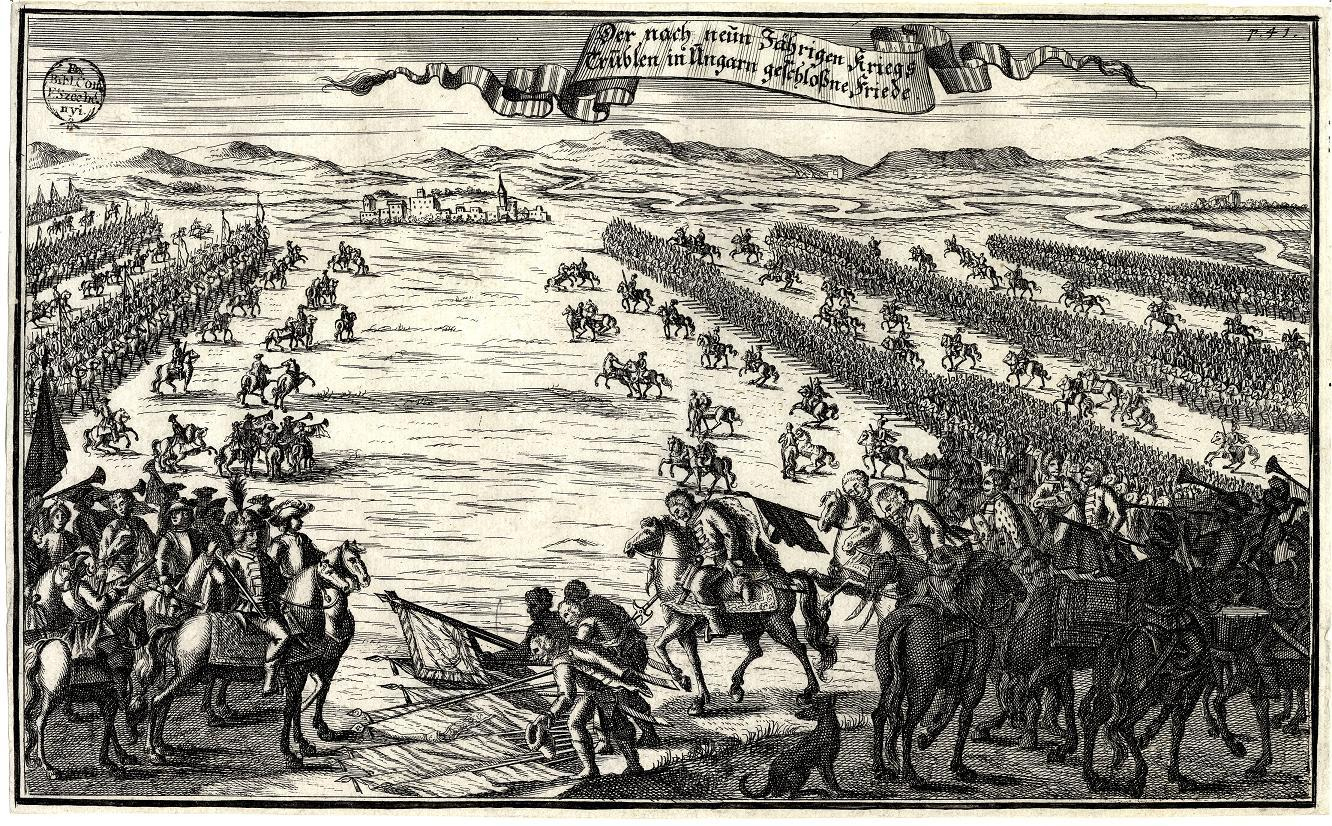
Kapitulace povstaleckého vojska roku 1711

Upevnění postavení Habsburků po vyhnání Turků během velké turecké války a prosazování centralistických opatření Vídní vyvolalo znovu velkou nespokojenost v Uhersku. Povstání Františka II. Rákociho začalo rolnickými vzpourami v severovýchodním Uhersku a mělo na začátku čistě sociální povahu. Zapojením se šlechty se stalo stavovským, ačkoli poddaní představovali nadále významnou sílu. Roku 1703 dobyly Rákociho oddíly horní města a v následujících letech ovládli celé Slovensko. V Sedmihradsku roce 1704 Rákociho zvolili za sedmihradské kníže. V Onoda zbavily stavy Habsburků uherského trůnu (1707) a povstání dosáhlo svého vrcholu. Rákociho povstání podporoval francouzský král Ludvík XIV. Pro vojenské a správní účely povstalecké konfederace byla vytvořena zvláštní poštovní síť.
Dlouhotrvající boje, zpustošená krajina, mor a rozpory v povstaleckém táboře vedly povstání k pomalému úpadku. Navzdory prozíravé zahraniční politice, díky které dostalo povstání významnou podporu ze zahraničí, nedokázalo po skončení války o španělské dědictví odporovat soustředěným silám rakouské monarchie. Roku 1708 prohráli povstalci bitvu u Trenčína a po dalších porážkách povstání ztrácelo své přívržence a upadalo. V srpnu 1711 kapitulovaly zbytky kurucké armády u Satu Mare, kde byl také podepsán Satmárský mír, který zajistil Habsburkům vládu nad Uherskem.
V letech 1703–1709 byla východní Morava pustošena opakovanými nájezdy povstaleckých kuruců, kteří vypálili okolo 100 moravských vesnic a pozabíjeli tisíce poddaných.